# Leila Shenna
Leila Shenna (in arabo ليلى شنّا‎?, Laylā Shannā; ...) è un'attrice berbera con cittadinanza marocchina, che ha partecipato ad alcuni film soprattutto negli anni settanta.
È ricordata soprattutto  per il suo ruolo di Bond girl nel film Agente 007 - Moonraker - Operazione spazio  del 1979. 
È stata  anche la protagonista di Remparts d'Argile, diretto nel 1968 da Jean-Louis Bertucelli
È cugina di Malika Oufkir, la scrittrice autrice di Vite rubate: venti anni in una prigione nel deserto, il racconto degli anni di prigionia a seguito del fallito attentato del 1972 al re del Marocco da parte di suo padre (e  zio di Lelia), il generale Mohamed Oufkir.

## Filmografia
- El hayat khifa (1968)
- Sex Power (1970)
- Remparts d'argile, regia di Jean-Louis Bertuccelli (1971)
- Décembre (1972)
- El chergui (1975)
- Cronaca degli anni di brace (Chronique des années de braise), regia di Mohammed Lakhdar-Hamina (1975)
- La bandera - Marcia o muori (March or Die), regia di Dick Richards (1977)
- Moonraker - Operazione spazio (Moonraker), regia di Lewis Gilbert (1979)
- Vent de sable, regia di Mohammed Lakhdar-Hamina (1982)